# HD 92449
HD 92449 (HR 4180) är en dubbelstjärna i den södra delen av stjärnbilden Seglet, som också har Bayer-beteckningen x Velorum. Den har en skenbar magnitud av ca 4,29 och är svagt synlig för blotta ögat där ljusföroreningar ej förekommer. Baserat på parallax enligt Gaia Data Release 2 på ca 5,1 mas, beräknas den befinna sig på ett avstånd på ca 640 ljusår (ca 198 parsek) från solen. Den rör sig bort från solen med en heliocentrisk radialhastighet på ca 20 km/s.

## Egenskaper
Primärstjärnan HD 92449 är en gul till vit ljusstark  jättestjärna av spektralklass G5 IIa. Den har en radie som är ca 3,3 solradier och har ca 1 370 gånger solens utstrålning av energi från dess fotosfär vid en effektiv temperatur av ca 5 100 K.
HD 92449 har gemensam egenrörelse och bildar sannolikt en dubbelstjärna tillsammans med HD 92463 av skenbar magnitud 6,06, som är en stjärna i huvudserien av spektralklass B8 V. År 2000 hade den en vinkelseparation från primärstjärnan av 51,70 bågsekunder vid en positionsvinkel av 105°.